# Mirijanda-Mausoleum
Das Mirijanda-Mausoleum ist ein architektonisches Denkmal, das sich im Bezirk Gʻuzor auf dem Gelände der Siedlung Gulshan (Usbekistan, Viloyat Qashqadaryo) befindet. Das Mausoleum wurde im 5. und 6. Jahrhundert erbaut.
Derzeit ist es in die Liste des materiellen Kulturerbes von Usbekistan von nationaler Bedeutung aufgenommen.

## Geschichte
Der Name des Mausoleums Mirijanda ist mit einer Person verbunden, deren vollständiger Name Shihabuddin Abu Hafs Umar ibn Abdullah as-Suhrawardi (1145–1234) lautet. Er wurde in der Stadt Suhraward in der Provinz Zandschan im Nordwesten des Iran geboren. Später zog er nach Bagdad, wo er das Verständnis des Korans, die Hadith-Wissenschaft und die Grundlagen des schafiitischen Rechts studierte. Shihabuddin as-Suhrawardi stand unter dem Einfluss seines Onkels Abu an-Najib as-Suhrawardi und studierte in einer Schule, an der sein Onkel Professor für schafiitisches Recht war. Sharaf ad-Din Yazdi schrieb in seinem Werk „Zafar-name“ („Buch der Siege“): „Tamerlan, der vernünftige Scheich-ul-Islam, der Shihabuddin as-Suhrawardi und Sheikh Shamsuddin Gonchar treu ergeben ist, besuchte oft sein Mausoleum“. Sheikh Shahobiddin Umar as-Suhrawardi war der Vater von Sheikh Zainiddin, dessen Grab sich in Kukcha Doha in Taschkent befindet. Das Wort „Jandi“ stammt vom Namen der Kleidung eines sufischen Gelehrten, die er während seiner diplomatischen Reisen trug.

## Lage
Der renommierte Historiker Poyon Ravshanov schrieb, dass sich auf dem linken Ufer des Flusses Guzar, etwa 300–400 Meter südwestlich der Siedlung Kungrad, das Mausoleum Mirajanda befand. Gegenüber dem Mausoleum befanden sich die Tore der Festung. Der Weg, der von diesen Toren führte, führte direkt auf das Gelände des alten Gartens. Nordöstlich der Moschee befand sich der Friedhof von Amir Janda (oder Amir Jandi). Neben dem Grab von Mirijanda befindet sich auch die Freitagsmoschee. In dem Mausoleum wurden Shihabuddin Suhrawardi und seine engsten Verwandten begraben. Die Moschee Mirijanda wurde in den Jahren der Unabhängigkeit erbaut und hat eine Kuppel in blaugrünen Farbtönen. Im Jahr 2022 wurde die Moschee renoviert. Im Jahr 2019 wurde die Kuppel der Moschee restauriert.